# ميتش دانييلز
ميتشل إلياس دانيلز الابن (بالإنجليزية: Mitch Daniels) (ولد في 7 أبريل 1949) هو مدير أكاديمي ورجل أعمال ومؤلف وسياسي جمهوري أمريكي متقاعد شغل منصب الحاكم التاسع والأربعين لولاية إنديانا من عام 2005 إلى عام 2013. كان دانيلز رئيس جامعة بيردو منذ 2013.
ولد دانيلز في مونونغاهيلا في بنسلفانيا، وهو خريج جامعة برينستون، وحصل على الدكتوراه من مركز القانون بجامعة جورج تاون بعد دراسته لفترة وجيزة في كلية الحقوق بجامعة روبرت مكيني في إنديانا. بدأ دانيلز مسيرته السياسية كمساعد لريتشارد لوجار، وعمل رئيسا لهيئة الأركان في مجلس الشيوخ من 1977 إلى 1982، وعين مديرا تنفيذيا للجنة مجلس الشيوخ الجمهورية الوطنية عندما كان لوغار رئيسا عليها من 1983 إلى 1984. وعمل كبير المستشارين السياسيين لدى الرئيس [[رونالد ريغان في عام 1985، قبل أن يتم تعيينه على معهد هدسون للفكر المحافظ. عاد دانيلز إلى إنديانا، وانضم إلى شركة إيلي ليلي وشركاءه، وعمل رئيسا للعمليات الصيدلانية في أمريكا الشمالية في الفترة من 1993 إلى 1997، ونائب الرئيس الأول لاستراتيجية وسياسة الشركات من 1997 إلى 2001. تم تعيين دانيلز من قبل الرئيس جورج دبليو بوش مديرا لمكتب الإدارة والميزانية في يناير 2001 وبقي في منصبه حتى يونيو 2003.
أعلن دانيلز اعتزامه الترشح لانتخابات الحاكم في إنديانا عام 2004 بعد أن ترك إدارة بوش. وفاز في الانتخابات الجمهورية الأولية بنسبة 67٪ من الأصوات ثم هزم الحاكم وقتها الديمقراطي جو كيرنان في الانتخابات العامة. أعيد انتخاب دانيلز لولاية ثانية، حيث هزم النائبة ومساعدة وزير الزراعة السابق جيل لونغ تومبسون، في 4 نوفمبر 2008. وخلال فترة ولايته كحاكم، خفض دانيلز القوة العاملة في حكومة الولاية بنسبة 18٪، وخفض ضرائب الأملاك الحكومية، ووازن ميزانية الولاية من خلال فرض تدابير تقشفية وزيادة الإنفاق بأقل من معدل التضخم.  وفي فترة ولايته الثانية، شهد دانيلز احتجاجات النقابات العمالية والديمقراطيين في المجلس التشريعي للولاية على سياساته فيما يتعلق ببرنامج القسائم المدرسية في إنديانا ومحاولة مجلس نواب الولاية تمرير تشريعات الحق في العمل، مما أدى إلى نزاعات تشريعية في إنديانا عام 2011. وقع دانيلز قانون الحق في العمل وخلال الدورة الأخيرة للمجلس التشريعي التي تجري في عهده؛ فأصبحت أنديانا الولاية الثالثة والعشرين في البلاد التي تقر هذا القانون. 
تم التكهن بأن دانيلز سيكون مرشحا في الانتخابات الرئاسية لعام 2012،  لكنه اختار عدم الترشح.  وهو مؤلف كتاب «حفظ الجمهورية: إنقاذ أمريكا عن طريق الأميركيين الواثقين». وقد تم اختيار دانيلز ليكون رئيسا لجامعة بيردو بعد انتهاء فترة ولايته في 14 يناير 2013.

## نشأته

### الأسرة والتعليم
ولد ميتشيل إلياس دانييلز الابن في 7 أبريل 1949 ، في مونونغاهيلا بولاية بنسلفانيا ، ابن دوروثي ماي (ني ويلكس) وميتشل إلياس دانييلز الأب. كان والدا والده مهاجرين من سوريا، من عائلة أرثوذكسية يونانية من أنطاكية. تم تكريم دانييلز من قبل المعهد العربي الأمريكي بجائزة نجيب حلبي للخدمة العامة لعام 2011. كان والد والدته من أصول إنجليزية في الغالب (حيث وُلد ثلاثة من أجداده). قضى دانييلز سنوات طفولته المبكرة في ولاية بنسلفانيا، تينيسي، وجورجيا.